# Kurvice
Kurvice je potok v okrese Chrudim v Pardubickém kraji. Je pravostranným přítokem řeky Doubravy. Délka toku Kurvice činí 6,5 km a plocha povodí měří 6,8 km².

## Průběh toku
Potok pramení v Železných horách severozápadně od Zbyslavce v nadmořské výšce 515 m. Zpočátku teče v lesích Železných hor severozápadním směrem. U vesnice Licoměřice se stáčí na jihozápad, protéká Bousovem a na západním okraji Ronova nad Doubravou se vlévá se do Doubravy v nadmořské výšce 237 m. 
Na svém toku napájí několik rybníků, z nichž největší je Beran v Ronově nad Doubravou.

## Další fotografie

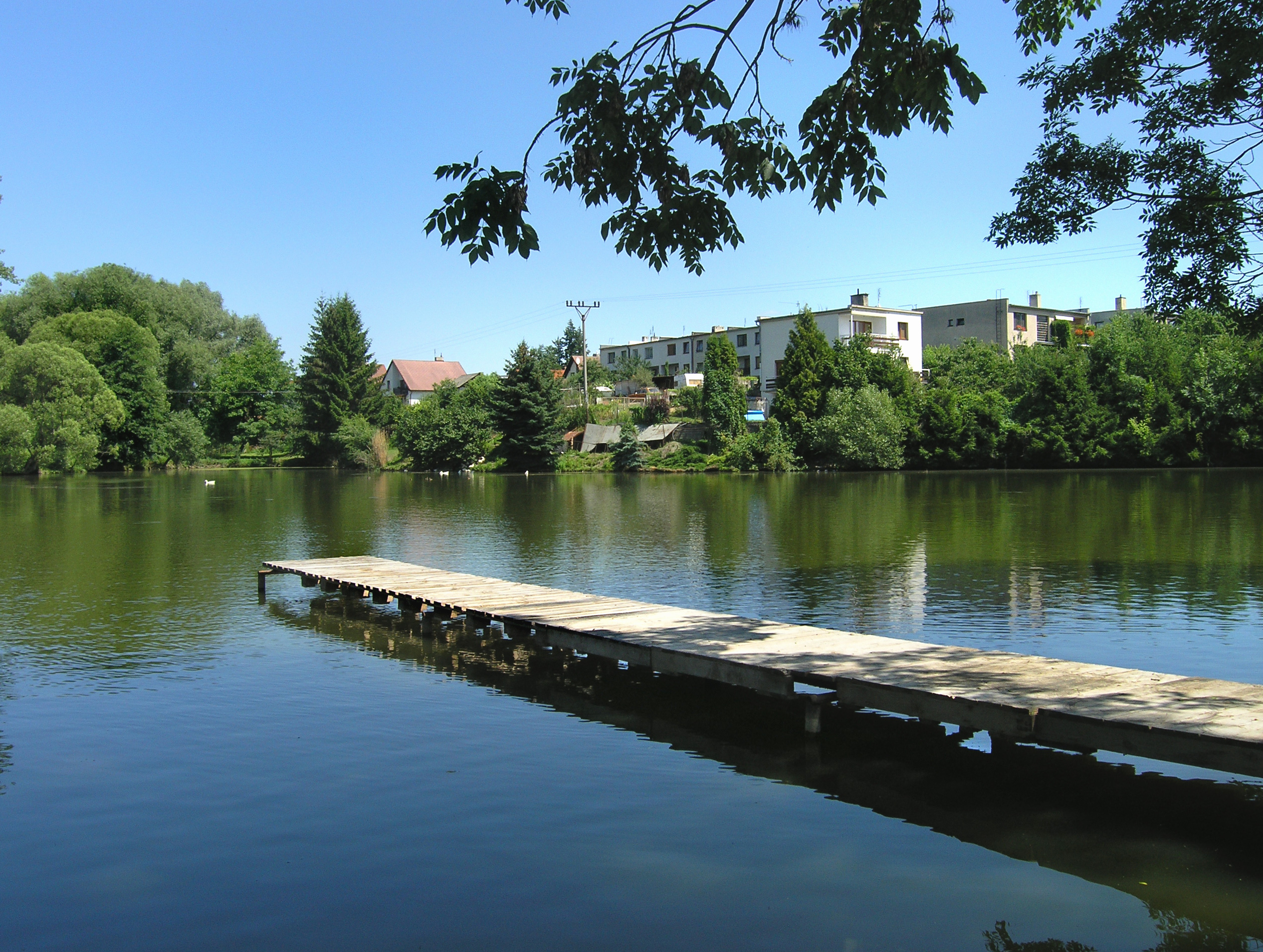
Beran v Ronově – největší rybník na Kurvici
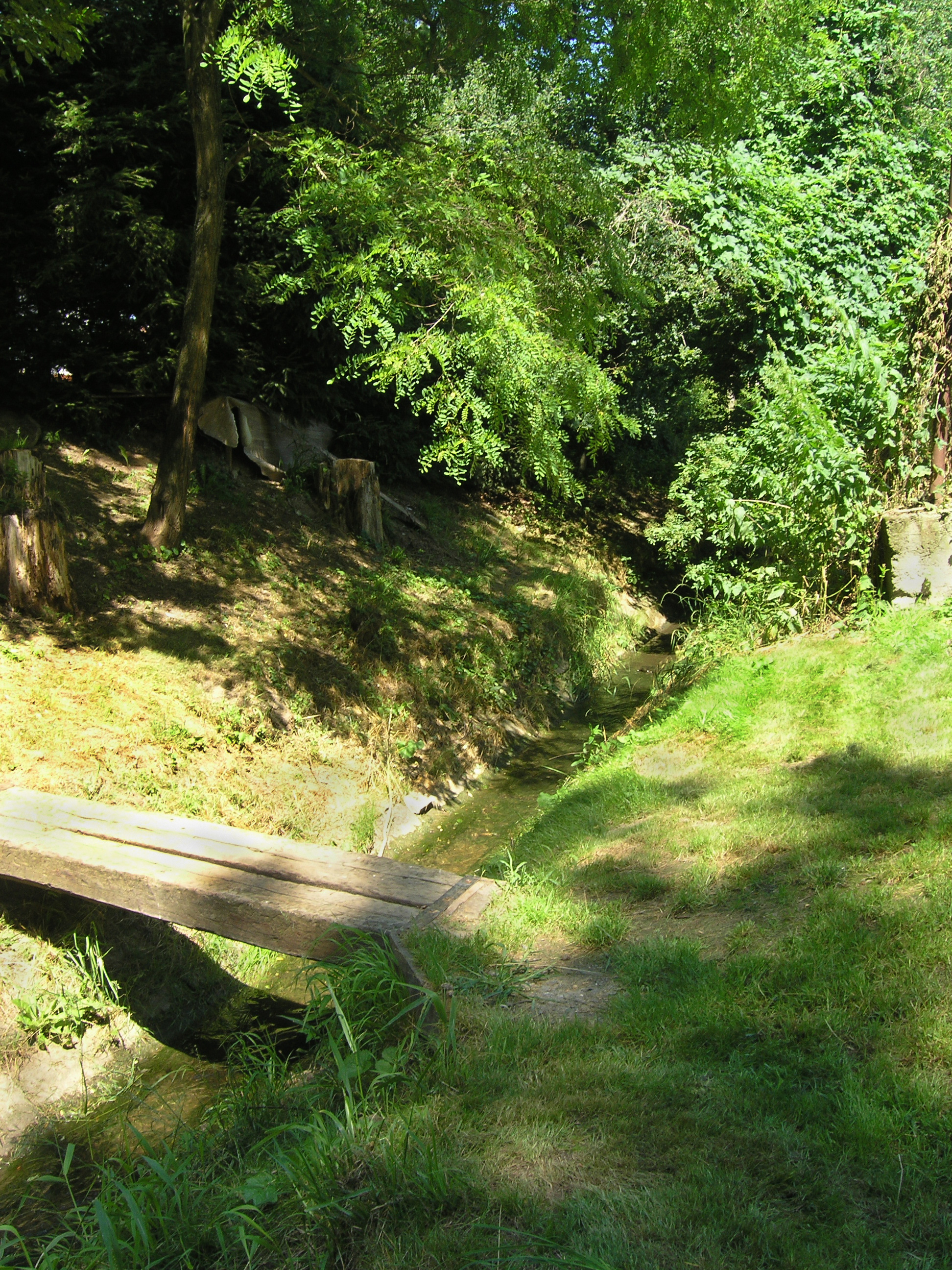
Kurvice těsně před soutokem s Doubravou